# The Spectre, Antarktis
The Spectre är en bergstopp i Antarktis. Den ligger i den centrala delen av kontinenten. Nya Zeeland gör anspråk på området. Toppen på The Spectre är 2 020 meter över havet.
Terrängen runt The Spectre är huvudsakligen lite bergig. Trakten är obefolkad. Det finns inga samhällen i närheten. 